# Франк (Поморське воєводство)
Франк (пол. Frank, нім. Frankenfelde) — село в Польщі, у гміні Каліська Староґардського повіту Поморського воєводства.
У 1975-1998 роках село належало до Гданського воєводства.